# Awa tanuki yashiki
Awa tanuki yashiki (La villa dei tassi di Awa) è un film del 1952 diretto da Kōzō Saeki.
Uscito in Giappone l'8 febbraio del 1952, fu scritto da Fuji Yahiro, ed annoverava nel cast importanti attori dell'epoca come Junzaburô Ban, Achako Hanabishi e Yuji Hori.
Il film non è mai stato distribuito in Italia.